# Bibliotheksgeschichte

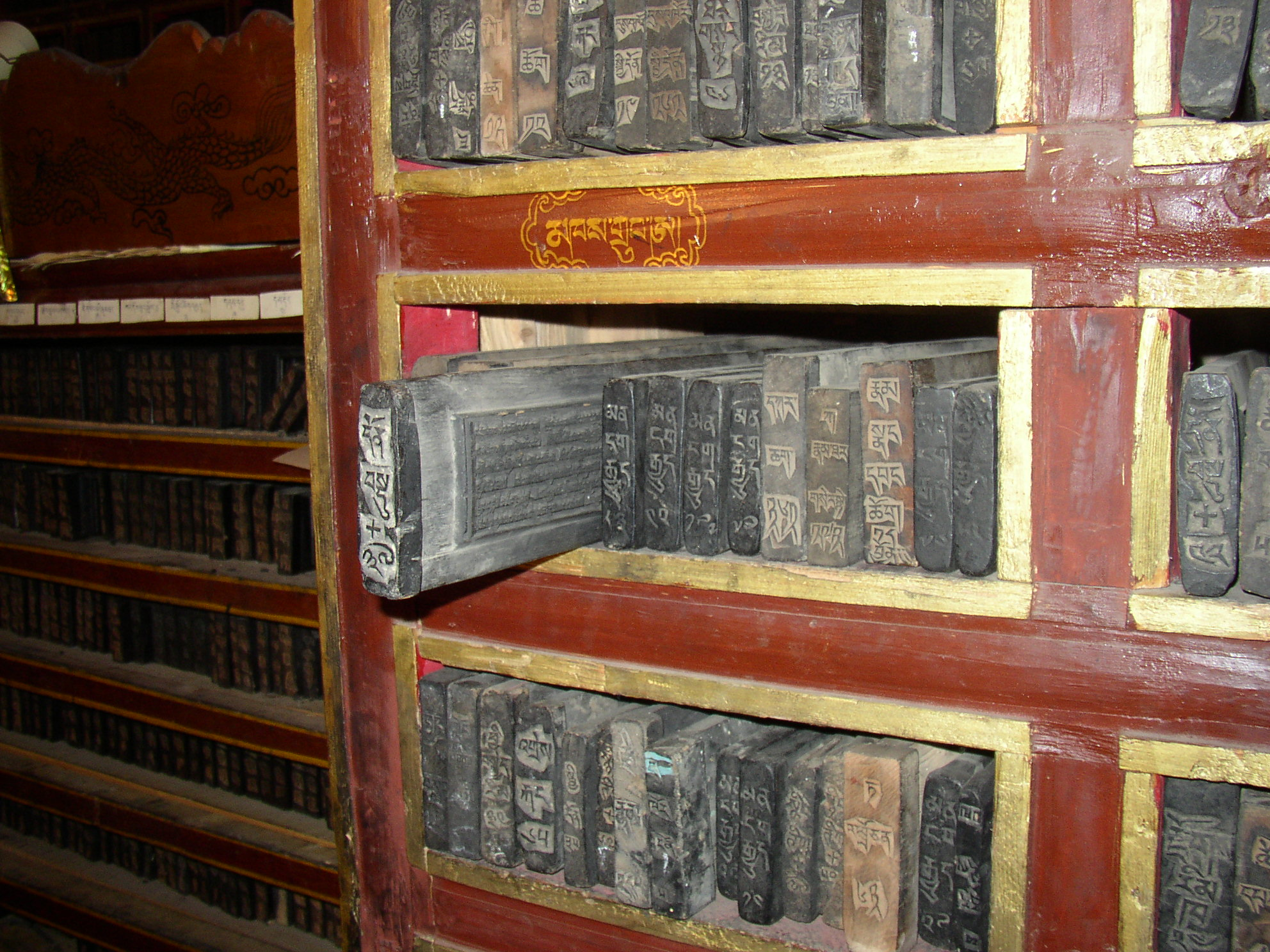
Bibliothek des Klosters Sera

Die Bibliotheksgeschichte beschreibt die historische Entwicklung der Bibliothek. Die Darstellung umreißt die ersten Schrifttumssammlungen aus dem Alten Ägypten und reicht bis in das 21. Jahrhundert. Die Art und Organisation der Büchersammlungen und ihrer Benutzung unterscheidet sich stark durch die verschiedenen Gesellschaftsformen.

## Bibliotheken im Altertum

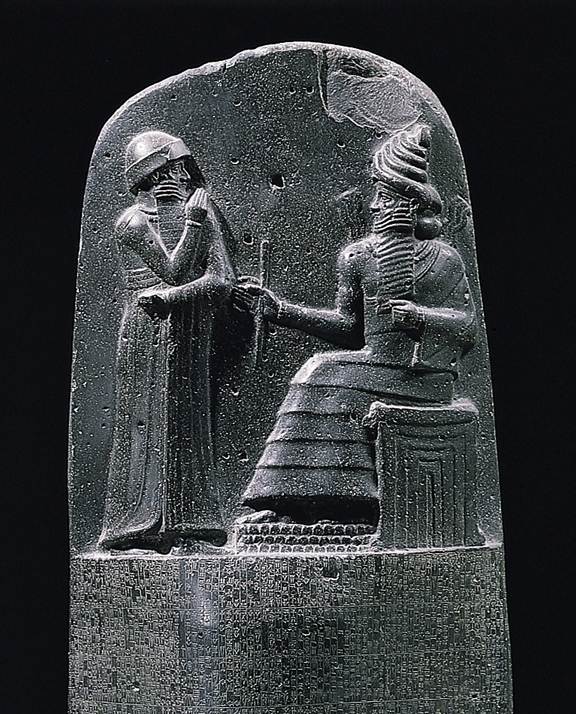
Oberer Teil der Stele mit dem Text von Hammurapis Gesetzescode

Bereits die alten Ägypter besaßen große Büchersammlungen, aus denen uns die Papyrusrollen bekannt sind, welche auf bis zu 1866 v. Chr. datiert werden. Sogenannte „Lebenshäuser“ waren auf die Vervielfältigung und Aufbewahrung wissenschaftlicher und religiöser Werke spezialisiert. Auch die in den Ruinenstädten von Assyrien und Babylonien entdeckten Tafeln und Zylinder mit Schriftzeichen sind Überreste einer Art von Bibliotheken. Im 1180/1170 v. Chr. zerstörten Ugarit wurde 1928 eine Palastbibliothek gefunden.

## Antike Bibliotheken

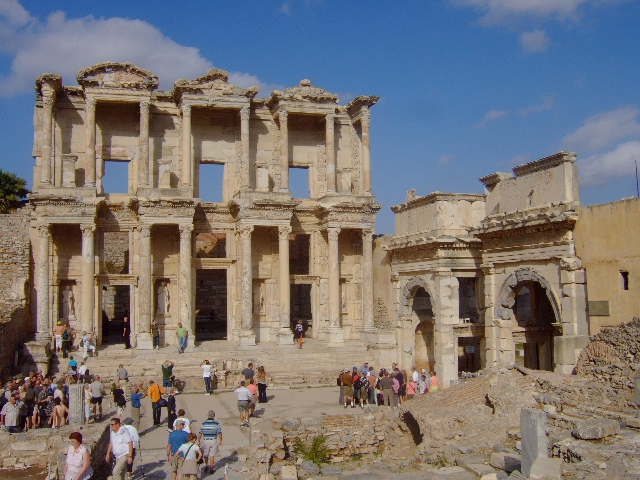
Celsus-Bibliothek in Ephesos

Bei den Griechen finden sich zur Zeit der Freiheit nur wenige Spuren von Privatbibliotheken in den Nachrichten der klassischen Autoren, während über die erste öffentliche, von Peisistratos zu Athen angelegte Büchersammlung bedeutende Zweifel herrschen. Nach dem Untergang der Freiheit wurde die griechische Kultur in die Nachbarländer, nach Asien, Ägypten und Italien, verpflanzt, was auch die Gründung von Bibliotheken zur Folge hatte. Die Bedeutendsten waren die beiden alexandrinischen Bibliotheken, von den Ptolemäern gestiftet, und die Bibliothek von Pergamon, welche den pergamenischen Königen Entstehung und Wachstum verdankte. Die großen phönizischen Bibliotheken von Sidon und des Tyros verbrannten 351 bzw. 332 v. Chr., und die bedeutende Bibliothek des punischen Karthago wurde während der Zerstörung der Stadt 146 v. Chr. vernichtet.
In Rom erwachte der Sinn für Büchersammlungen erst nach dem zweiten Punischen Krieg. Der erste Begründer einer öffentlichen Bibliothek war Gaius Asinius Pollio. Unter Augustus, der selbst die Oktaviana und dann die Bibliotheca Palatina einrichtete, gehörte es zum guten Ton, eine Bibliothek im eignen Haus zu haben. Über die Einrichtung eines solchen Raumes geben unter anderem die Schriften des Vitruv und des Plinius des Älteren Auskunft. Wertvolle Erkenntnisse ergaben sich auch aus der Ausgrabung einer Bibliothek in Herculaneum. Im 4. Jahrhundert soll es in Rom 29 öffentliche Bibliotheken gegeben haben, die von den vornehmen Römern fleißig besucht wurden. Die Aufsicht war nur Freigelassenen anvertraut.

## Mittelalter

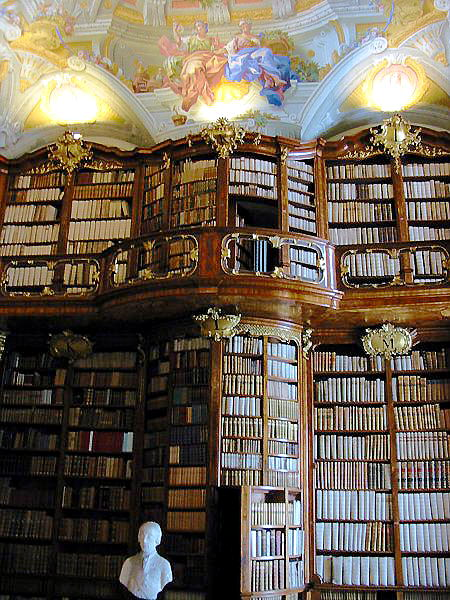
Bibliothek des Klosters St. Florian, Österreich

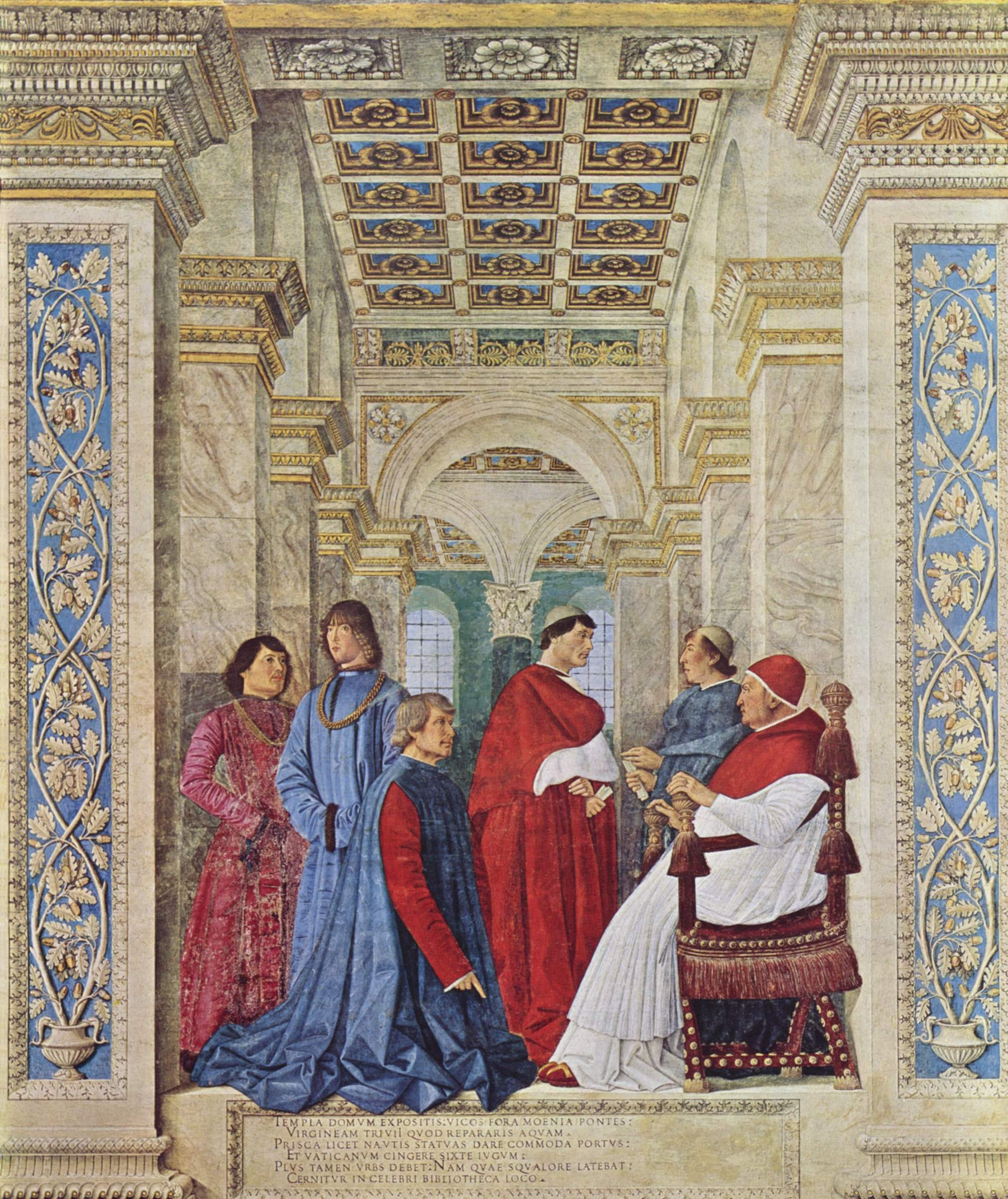
Papst Sixtus IV. im griechischen Saal des Vatikans, mit Platina die Funktionen eines Bibliothekars besprechend

Im Zuge der Völkerwanderung wurden zahlreiche der alten Bibliotheken zerstört, über Jahrtausende angehäuftes Wissen ging teilweise für immer verloren (vgl. Bücherverluste in der Spätantike). Im Mittelalter waren es vor allem Klöster, wo gebildete Mönche die noch erhaltenen Schriften der antiken Autoren vor dem Vergessen retteten; so z. B. die Bibliothek in den Klöstern des Athos (vergleiche Boltz: Die Bibliotheken der Klöster des Athos, Bonn 1881). Namentlich zeichneten sich die Benediktiner dadurch aus, dass ihre Ordensregel den Konventualen das Studium der Klassiker und das Kopieren von Handschriften zur Pflicht machte, um dem Müßiggang vorzubeugen. Umberto Eco hat in seinem Mittelalter-Roman Der Name der Rose diesem mönchischen Bibliothekswesen ein Denkmal gesetzt.
Namhafte Klosterbibliotheken, auch Armarien genannt, befanden sich unter anderem zu Monte Cassino, Lorsch, Corvey (in Westfalen), Fulda, wo Hrabanus Maurus Mönche als Schreiber beschäftigte, Reichenau, vor allem aber in St. Gallen, wo Abt Gozbert (816–836) den Grund zu der berühmten Bibliothek legte, die alle damaligen Sammlungen übertraf. Im 14. Jahrhundert hatte jedes Stift wenigstens ein Skriptorium, über welches der Armarius die Aufsicht führte; das Schreibmaterial lieferte der Camerarius oder Cellarius, die Auswahl der zu schreibenden Bücher besorgte der Abt, und die Bibliotheksverwaltung oblag ebenfalls dem Armarius. Das Aufleben der antiken Studien in der Zeit des Humanismus begünstigte den Sammeleifer. Gelehrte, wie Poggio Bracciolini oder Francesco Filelfo, fingen an, Bücher zu sammeln, und viele Fürsten und reiche Patrizierfamilien folgten ihrem Beispiel.
In Florenz sammelten die Medici Schriften, aus denen die Biblioteca Medicea Laurenziana hervorging. Papst Nikolaus V., der gegen 3000 Handschriften aufkaufte, schuf damit die große Vatikanische Apostolische Bibliothek. In Ungarn hielt König Matthias Corvinus in Italien gebildete Schönschreiber in seinem Sold, um seine Bibliothek, die berühmte Bibliotheca Corviniana, zu bereichern. Dieser kostbare Bücherschatz, weniger durch inneren Wert als äußere Pracht ausgezeichnet, wurde bei der Eroberung Ofens durch die Türken im Jahre 1526 in alle Winde zerstreut, so dass sich Reste in den bedeutendsten Bibliotheken Europas finden. Die 35 Werke, welche Sultan Abdülhamid II. den Ungarn zurückerstattet hat, sind nur ein höchst dürftiger Überrest von den 50.000 Bänden der ehemaligen Corviniana. Die heutige Stadtbibliothek Nürnberg, älteste kommunale Einrichtung ihrer Art in Deutschland, entstand bereits 1370 als Ratsbibliothek.
In der Zeit der Inquisition ließ die römisch-katholische Kirche zahlreiche Bücher verbrennen, die nicht in ihre Lehre passten. So manche wertvolle Sammlung in Klöstern war damit unwiederbringlich verloren.

## Neuzeit

### Renaissance bis 19. Jahrhundert

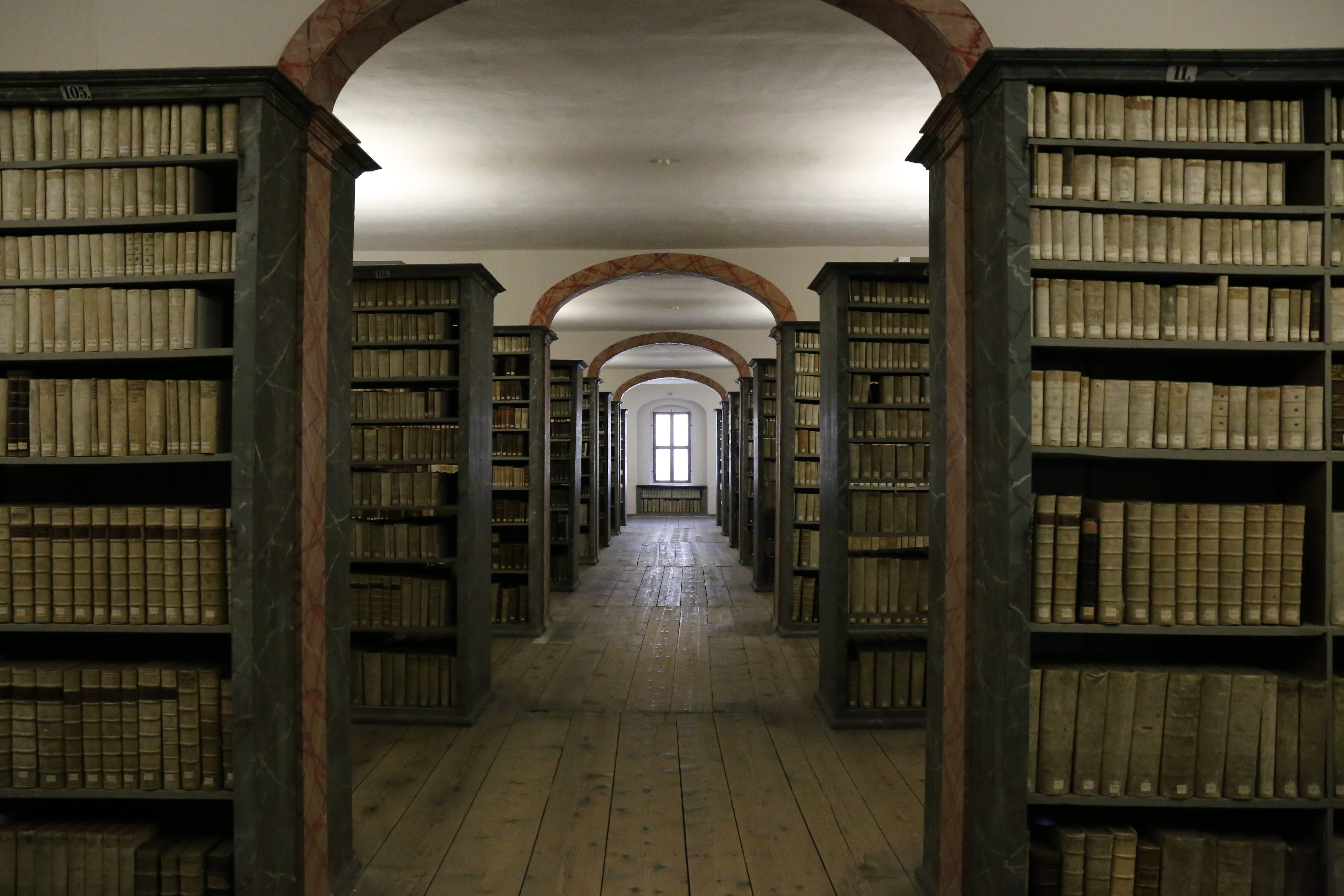
Bibliothek der Franckeschen Stiftungen

Eine neue Epoche in der Geschichte der Bibliotheken begann mit Erfindung der Buchdruckerkunst. Denn von nun an war die Sammlung einer Bibliothek nicht mehr mit so großen Kosten und Schwierigkeiten verknüpft wie früher. Nach Aufhebung der Klöster infolge der Reformation fielen deren Bibliotheken entweder den Städten und Kirchen oder den Landesherren und gelehrten Bildungsanstalten zu, wodurch eine allgemeinere Brauchbarkeit der Bücherschätze herbeigeführt wurde. Bibliotheken, die ihre Leseräume Anfang des 17. Jahrhunderts der Öffentlichkeit zugänglich machten, waren die Bodleian Library in Oxford und die Biblioteca Ambrosiana in Mailand. In Deutschland besitzen insbesondere die früheren meist protestantischen Freien Reichs- und Hansestädte eine lange Tradition von öffentlichen Bibliotheken für das Bürgertum. Neben dem bereits angeführten Beispiel aus Nürnberg sind etwa Hamburg mit der heutigen Staats- und Universitätsbibliothek oder Augsburg mit seiner Staats- und Stadtbibliothek zu nennen. Auch die Stadtbibliothek Leipzig geht auf Ursprünge im Jahr 1677 zurück.
Der Dreißigjährige Krieg vernichtete manche frisch aufblühende Sammlung, zum Beispiel die Heidelberger Bibliotheca Palatina, deren vorzüglichste Manuskripte 1622, nach der Einnahme der Stadt durch Johann T’Serclaes von Tilly, nach Rom in den Vatikan gebracht wurden. Mit dem Ausbruch der französischen Revolution ging ein großer Teil der mit Mühe und Kosten hergestellten Bibliotheken zu Grunde. 1797 entführten die Sieger mehrere Tausend Manuskripte aus dem Vatikan nach Paris, und ähnlichen Plünderungen waren 1809 auch nicht wenige deutsche Bibliotheken, zumal die Wiener, ausgesetzt. Napoleon Bonapartes Fall bewirkte, dass die früher geraubten Schätze zurückgegeben wurden; so erhielt Heidelberg nicht nur die im letzten Krieg nach Frankreich gebrachten, sondern auch einen Teil der im Dreißigjährigen Krieg in den Vatikan gekommenen Manuskripte zurück.

### 19. Jahrhundert
Volksbibliotheken
Die erste Bibliothek in Deutschland mit dem Anspruch, alle Bevölkerungsschichten anzusprechen, entstand 1828 mit der Gründung der Vaterländischen Bürger-Bibliothek durch Karl Benjamin Preusker in Großenhain.
Ein weiterer namhafter Versuch zur Gründung von Volksbibliotheken erfolgte in Berlin, als am 1. August 1850 vier solcher Institute unter der Bezeichnung Leihbibliothek eröffneten, die dreimal wöchentlich je eine Stunde, später je zwei Stunden geöffnet waren. Dies erfolgte auf Anregung des Historikers Friedrich von Raumer, der 1841 auf einer Reise in Nordamerika die schon damals dort verbreiteten Volksbibliotheken kennengelernt hatte. Das Unternehmen stand unter der Protektion des Prinzen von Preußen, des späteren Kaisers Wilhelm I. Aus den vier städtischen Volksbibliotheken mit 7411 Bänden wurden bis zum Jahre 1892: 27 (1905. 28) mit 62.437 Bänden. Inzwischen gründeten zahlreiche weitere Städte und auch Landgemeinden Volksbibliotheken, in letzteren zumeist in Gestalt von Wanderbibliotheken. Eine wesentliche Rolle spielten dabei gemeinnützige Vereine, teils örtlicher, teils allgemeiner Tendenz und Organisation. Besonders sind unter diesen die deutsche Gesellschaft für Verbreitung von Volksbildung (gegründet 1871) und die Gesellschaft für ethische Kultur (1893) hervorzuheben. Überall wuchs mit dem Angebote die Nachfrage in den breiteren Schichten des Volkes.
Neben den wissenschaftlichen Bibliotheken entstanden viele öffentliche Bibliotheken (kommunale Bibliotheken) zum Ende des 19. Jahrhunderts. Den Bürgern einer Stadt, Gemeinde oder eines Landkreises wurden kostenlos oder gegen geringe Gebühr klassische Literatur, Belletristik und Sachbücher zur Ausleihe angeboten.
Zu weiteren Vordenkern zählten Heinrich Stephani, Constantin Nörrenberg, Eduard Hallier (1866–1959), Gottlieb Fritz (1873–1934) und andere.

### 20. Jahrhundert
Wichtige Stationen waren:
- 1900 Gründung des Vereins deutscher Bibliothekare (VDB)
- 1900 erster deutscher Bibliothekartag in Marburg
- 3. Oktober 1912 Gründung der Deutschen Bücherei in Leipzig

#### In der Nationalsozialistischen Zeit

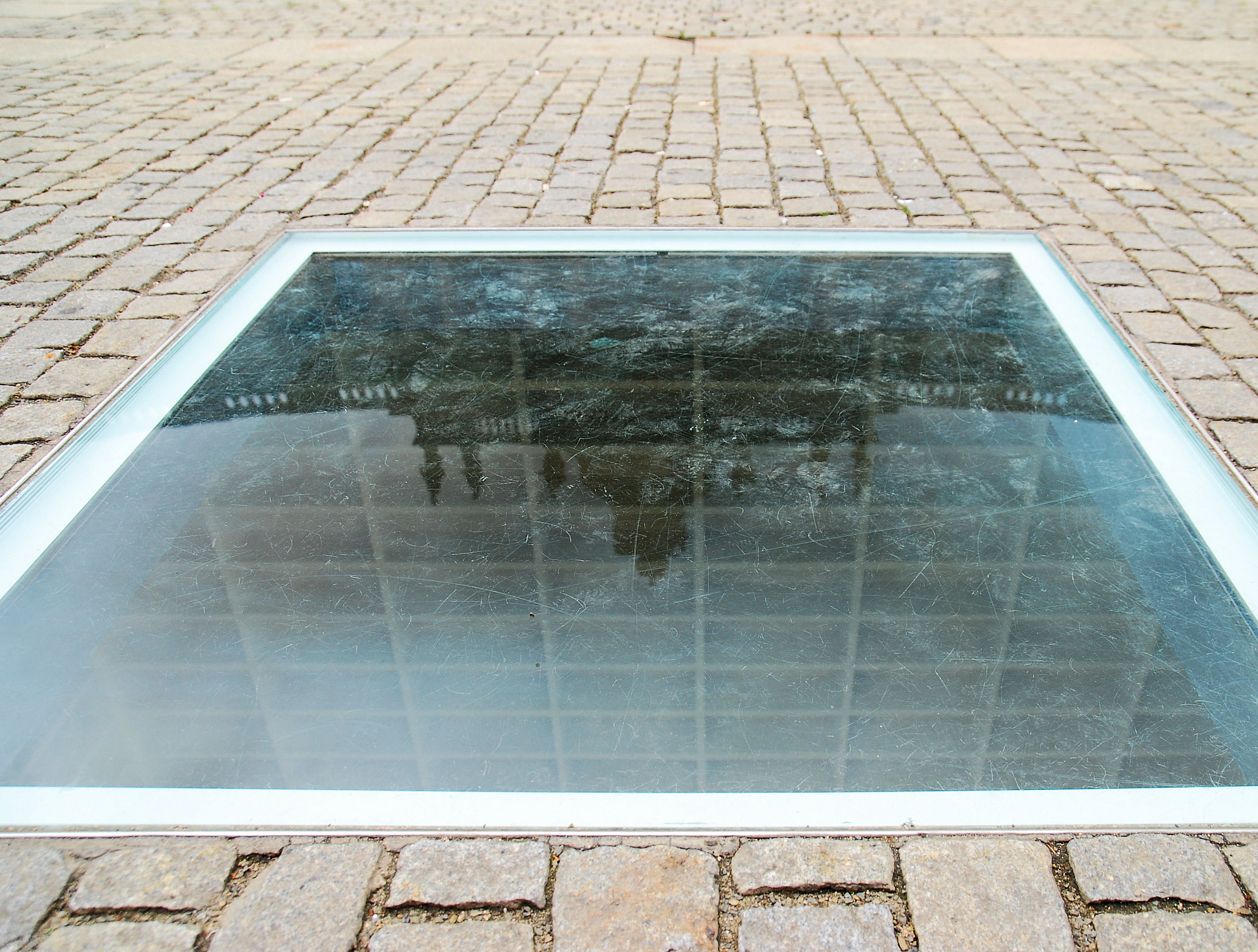
Leere Bücherregale, unter einer trittfesten Glasscheibe auf dem Berliner Bebelplatz, erinnern an die hier stattgefundene Bücherverbrennung 1933.

Die Nationalsozialisten verfolgten die Zielstellung, sämtliche ideologisch unerwünschte Literatur zu beseitigen: Sie verbrannten z. B. am 10. Mai 1933 vor allem Bücher von Kommunisten und Juden öffentlich in Berlin auf dem Bebelplatz. Außerdem wurden Bestände vieler Bibliotheken durch Raubgut erweitert und Bibliothekspersonal sowie Bibliotheksorganisation wurde gleichgeschaltet.

#### Deutsche Teilung
Die Teilung Deutschlands nach dem Zweiten Weltkrieg machte sich auch im deutschen Bibliothekswesen bemerkbar. Die Bestände der Staatsbibliothek zu Berlin (die im Ostteil der Stadt stand), die in Westdeutschland ausgelagert waren, wurden nicht zurückgeführt, sondern in Marburg zunächst als Hessische Bibliothek, später als Westdeutsche Bibliothek der westlichen Öffentlichkeit zugänglich gemacht. Im Jahre 1967 wurde in Grenznähe der Scharoun-Bau (seit dem Ende des 20. Jahrhunderts Haus 2 der Staatsbibliothek zu Berlin) erbaut und die Bestände wurden zumindest nach Berlin zurückgebracht. Sie wurden Bestandteil des preußischen Kulturbesitzes im Rahmen des neuen Kulturforums an der Potsdamer Straße. Erst nach der deutschen Wiedervereinigung konnten sie wieder vereint werden.
Gleichzeitig trauten die Westmächte der Deutschen Bücherei in Leipzig unter der Herrschaft der SED nicht mehr zu, das gesamte deutsche Schriftgut zu sammeln, so dass bereits 1949 in Frankfurt am Main die Deutsche Bibliothek ins Leben gerufen wurde.
In den großen Städten der alten Bundesrepublik hatten sich die kommunalen Bibliotheken erhalten und ihre Sortimente stetig erweitert.
In den Bezirken der DDR einschließlich Ost-Berlin wurden ebenfalls öffentliche Bibliotheken erhalten oder neu eingerichtet. Sie hießen seinerzeit Volksbüchereien. Ihre Benutzung war für jeden Bürger kostenlos, lediglich bei Überschreitung der Leihfristen fielen Gebühren an. Bereits 1950 entstand ein Zentralinstitut für Bibliothekswesen, das eine Kooperation aller Volksbibliotheken fördern sollte. Die Bücherausleihe wurde später um Leihmöglichkeiten für Kunst, insbesondere Gemäldekopien und Schallplatten, erweitert.

#### Nach 1990
Nach der Wiedervereinigung der beiden deutschen Staaten 1990 wurde Die Deutsche Bibliothek (DDB) als deutsche Nationalbibliothek mit drei Standorten gegründet, als Zusammenschluss der Deutschen Bibliothek (Frankfurt/Main), der Deutschen Bücherei (Leipzig) und des Deutschen Musikarchivs (Berlin).
Neben den „klassischen“ gedruckten Medien – wie Büchern, Zeitungen und Zeitschriften – bieten Bibliotheken auch die ganze Bandbreite elektronischer bzw. audiovisueller Medien (Hör- und Videokassetten, CDs, CD-Roms und DVDs) an. Auch Computerarbeitsplätze, an denen die Benutzer in Datenbanken oder Verbundkatalogen recherchieren können, gehören heute vielfach zur Ausstattung einer größeren Bibliothek. Moderne Bibliotheken sind darüber hinaus Anbieter von Veranstaltungen wie Workshops, Ausstellungen, Seminaren und Kolloquien. In speziellen Schulungen vermitteln sie zudem den Umgang mit den bei ihnen vorhandenen elektronischen Informationsangeboten.
Seit 2006 betreibt die Universitätsbibliothek der Technischen Universität Berlin auch eine Digitale Bibliothek. 2007 wurde das Kompetenznetzwerk zur Umsetzung des Projekts Deutsche Digitale Bibliothek gegründet. Seit 2010 gibt es die erste interkommunale Kooperation (Schwerin und Wismar), die den Lesern die Nutzung der digitalen Bestände beider Stadtbibliotheken ermöglicht.